# 克里克縣
克里克縣（英語：Creek County）是美国奧克拉荷馬州東部的一個縣，面積2,512平方公里。根據2020年美國人口普查，共有人口71,754人。縣治薩帕爾帕（Sapulpa）。該縣成立於1907年11月16日，縣名來自克里克族。